# Nerchau
Nerchau is een plaats en voormalige gemeente in de Duitse deelstaat Saksen, sinds 1 januari 2011 gelegen in de gemeente Grimma in het district Leipzig.
Nerchau ligt aan de oostelijke oever van de rivier de Mulde, circa 8 km ten noordoosten van het stadje Grimma.

## Voormalige stadsdelen
Toen Nerchau in 2011 opging in de gemeente Grimma, bestond het uit de volgende 15 stadsdelen:
- Bahren (309)
- Cannewitz (221; K)
- Deditz (32)
- Denkwitz (40)
- Fremdiswalde (414; K)

- Gaudichsroda (12)
- Golzern (264)
- Gornewitz (65)
- Grottewitz (43)
- Löbschütz (20)

- Nerchau-stad (1.658; K)
- Schmorditz (166)
- Serka (20)
- Thümmlitz (16)
- Würschwitz (132)

Tussen haakjes het aantal inwoners in 2019. De letter K geeft aan, dat, volgens de gemeente Grimma, een bezienswaardig, evangelisch-luthers kerkgebouw aanwezig is. Bron: website gemeente Grimma.

## Geschiedenis en economie
Nerchau wordt in 974 als Nirichua voor het eerst in een document vermeld.
In de 11e eeuw begon, op een Burgward genaamd heuveltje aan de Mulde, waar een oud verdedigingswerk had gestaan, de bouw van de Sint-Martinuskerk. In vrijwel alle eeuwen daarna werd dit godshuis één of meer keren verbouwd, uitgebreid, gerestaureerd of gemoderniseerd.
In  de Dertigjarige Oorlog (1618-1648) moest de plaats veel oorlogsleed doorstaan. In 1807  werd aan Nerchau zowel marktrecht als stadsrecht verleend.
Narchau heeft al sedert 1834 een verffabriek, die anno 2023 nog bestaat en op kleine schaal verf voor kunstschilders e.d. produceert.
In de Tweede Wereldoorlog, vooral in 1943, werd Nerchau, waar enige industrie gevestigd was, door geallieerde luchtaanvallen zwaar beschadigd. 
In de DDR-periode (1949-1990) was te Nerchau een aantal middelgrote industriële bedrijven (o.a. baksteenfabrieken en papier verwerkende bedrijven) gevestigd, waarvan alleen de verffabriek de Duitse hereniging, gevolgd door de economische herstructurering in Westerse zin, wist te doorstaan. In de DDR-periode deden zich bij de verffabriek enige bedrijfsongevallen voor, o.a. kwamen gevaarlijke chemicaliën daarbij vrij. De omvang van deze milieuschade is nooit exact bepaald.
De stations van Nerchau (vlak langs de Mulde) en Grimma Unterer Bahnhof lagen aan een in 1877 geopende en in 1969 voor reizigersvervoer opgeheven lokaalspoorlijn Glauchau - Wurzen v.v.. De sporen zijn daarna gedeeltelijk voor de aanleg van een wandel- en fietspad op het tracé, verwijderd.  Het vrij grote stationsgebouw te Nerchau huisvest anno 2023 een zorginstelling van het Duitse Rode Kruis.

## Afbeeldingen

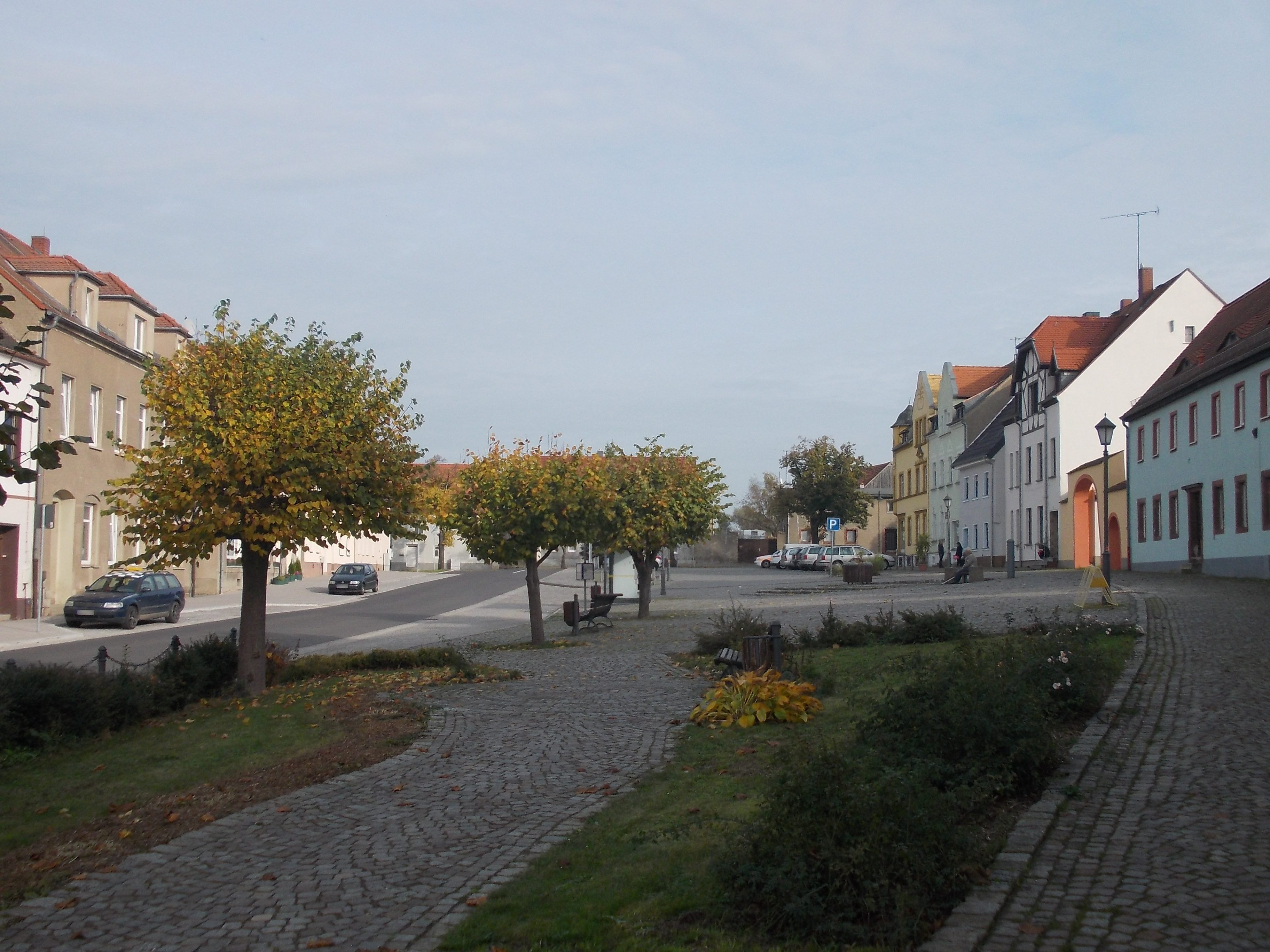
Ganzenmarkt
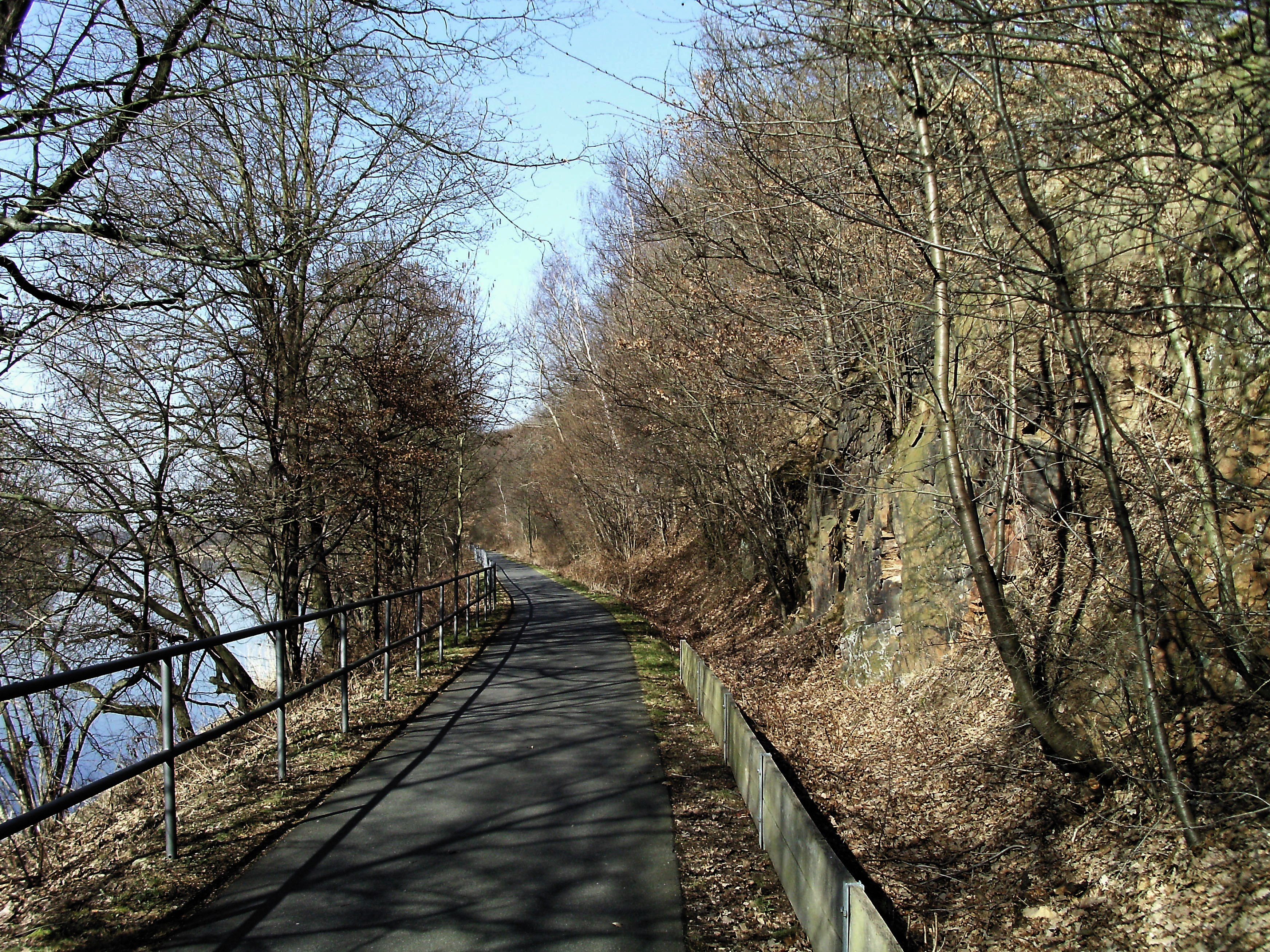
Fietspad aan de Mulde bij Nerchau op de voormalige spoorlijn Glauchau-Wurzen
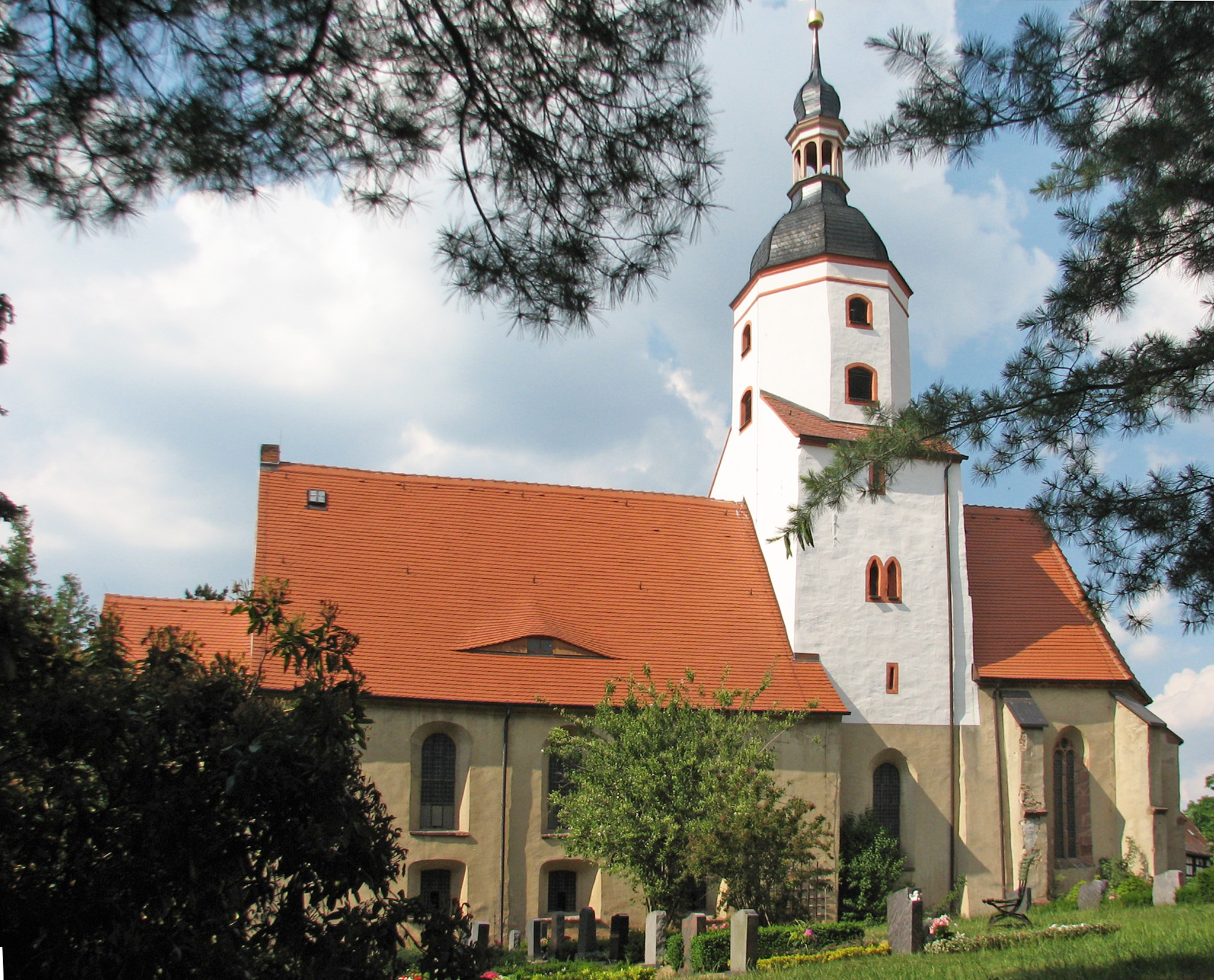
Evang.-lutherse St. Martinuskerk

## Geboren in Nerchau
- Alice & Ellen Kessler (1936–), zingende tweeling